# Кровать
Крова́ть (от греч. ο κράβατος, το κρεβάτι [краватос]) — предмет мебели, предназначенный для отдыха и сна в положении лёжа. В жилых помещениях обычно располагается в спальне. Бывает прямоугольной или круглой формы, существует множество разновидностей данного предмета мебели.

## Этимология
Согласно Фасмеру, это слово происходит из древнегреческого κράβατος κραβάττιον, среднегреческого κραβάτι(ο)ν, новогреческого κρεβάτι. В современном греческом — κρεβάτι, произносится [кревати].
Брандт кроме греческого происхождения предполагает народноэтимологическое сближение со словом «кров».

## Конструкция
Кровать обычно имеет четыре опоры (кроме специфических моделей), с помощью которых её рама приподнята над полом, спинки (переднюю и заднюю) и матрац. Рама, опоры и спинки кровати могут быть изготовлены из металла, дерева и реже из других материалов.
Изголовье и изножье связаны с ножками, от которых могут пойти столбы. Такая конструкция кровати позволяет временно располагать или хранить под ней вещи (например, чемодан с вещами) и вешать на спинку вещи.
Другие конструкции кровати предполагают расположение выдвижных ящиков вместо просто пустого пространства под кроватью, чаще всего такие ящики используются для хранения постельного белья.
Есть кровати, у которых рама с ламелями, на которых лежит матрас, поднимается подобно капоту автомобиля, и под матрасом находятся ниши для хранения постельного белья.
Более сложная конструкция кровати включает в себя вертикальные столбы и даже в некоторых случаях кровлю. Это дополнение в сочетании с покрывающими его занавесями отделяет пространство помещения от пространства, где расположена сама кровать. Дополнительной функцией такого отделения может быть защита от насекомых. Подвешенная на карнизе или колоннах ткань, прикрывающая кровать, называется балдахином.

## История
Кровать известна со времён Древнего Египта. До широкого распространения кровати люди спали на сундуках, лавках, полатях.
Кровати в древности устраивали под кровлей, крышей. На четырёх столбах, которые назывались сохи, устанавливали кровлю. В сохи вставляли два бруса. На брусьях устанавливали мостовые доски. Брусья и мостовые доски составляли раму, которая называлась постельником. Станок скреплялся железными связями. В сохах устанавливали большие доски — застенки, то есть спинки кровати в голове и ногах. На вершинах сох устанавливали четыре бруска с маковками; на этих брусках устраивалось небо, или подволока (потолок). Небо делали из камки. С вершин брусьев спускались завесы; также из камки с бахромой. В ногах и головах кровати занавески назывались застенки.
Кровати украшали резьбой, ткани неба и застенок расшивались, украшались кистями, кружевом. К кровати подставляли подставки, колодки, ступеньки, которые назывались постельными колодками, или приступными колодками.
В XVII веке в России появилась немецкая фигурная резьба по дереву, и русские кровати стали более пышными и роскошными. Резьба золотилась, серебрилась, покрывалась красками. На небе кровати иногда крепили зеркало.
В 1662 году Алексей Михайлович отправил в подарок персидскому шаху кровать стоимостью 2800 рублей. Эта кровать была куплена в 1659 году у немца Ивана Фансведена, причём её цена превосходила годовой доход некоторых бояр того времени (составлявший 700 рублей).
В XIX веке с развитием индустриализации и урбанизации некоторым рабочим оказалось дешевле и доступнее становиться съёмщиками кроватей, то есть арендовать на несколько часов кровать для сна. Подобная практика пополняла скудный бюджет хозяев, но также несла ряд сложностей: ухудшение жилищных условий, распространение инфекций и болезней. В некоторых местах кровать сдавалась в аренду сразу двум разным людям.
Кровати посвящены многочисленные произведения литературы, живописи и скульптуры.

## Виды кроватей
Кровать допускает некоторые вариации, среди которых наиболее известны:
- Раскладывающийся диван (диван-кровать).
- Раскладывающееся кресло (кресло-кровать).
- Раскладушка — раскладная кровать, основа которой изготовлена из металлических труб с натянутой на них плотной тканью; главное преимущество такой кровати — её транспортабельность и компактность.
- Нары — кровать в виде дощатого настила на некотором возвышении от пола. Высокие нары между печью и стеной называются полатями.
- Гамак — предмет мебели, ложе для сна и отдыха, представляющее собой подвешенный за два противоположных конца прямоугольный кусок ткани или плетёной сетки.
- Кровать с водяным матрацем.
- Тахта — широкий диван без спинки или с подушками вместо спинки, реже с двумя подлокотниками.
- Топчан — деревянная койка из досок на козлах с изголовьем[6].
- Двухъярусная кровать — кровать в два яруса, предназначенная для экономии места в комнате. Двухъярусные кровати наиболее часто используются в домах (для детей и подростков), общежитиях, казармах и хостелах и т. д.
- Медицинская кровать (функциональная) — это кровать со специальной конструкцией, разработанной для размещения лежачих пациентов в послеоперационный период, а также иммобильных пациентов в период постельного режима и тяжелобольных.
- Подъёмная кровать — кровать, которую можно повернуть в вертикальное положение, тем самым освободив пространство помещения для других целей.
- Кровать с подъёмным механизмом. Её крышка открывается под углом минимум 45°, образуя внутри нишу для хранения белья и постельных принадлежностей. Но весьма часто в этой самой нише вместо белья хранится различный хлам.
- Наклонная кровать (для лечения храпа)[7].

### Детская кровать
Для младенцев и детей постарше предназначена специальная кровать — детская кроватка. Некоторые модели снабжаются колесиками, чтобы матери было удобнее качать ребёнка. Также имеется кроватка-маятник, в которой ребенок спит так же, когда он едет в коляске, в автомобиле или в поезде, также приставная кроватка, в которой ребенок спит вместе с родителями, но на своей территории. Круглая кроватка может использоваться также и в качестве манежа. Детям до года не требуется подушка. Дети от трёх до десяти лет обычно спят почти в таких же кроватях, что и взрослые, но меньших по размеру (подростковых). Двухъярусная кровать используется только в том случае, если в семье двое детей.

### Стандартные размеры
Современные производственные соглашения привели к ограничению числа стандартных размеров коммерческих постельных принадлежностей для матрацев и пружинных матрацев. Они зависят от страны изготовления.
|                                         | США Архивная копия от 10 августа 2020 на Wayback Machine | Австралия                  | Великобритания             | Европа                     |
| --------------------------------------- | -------------------------------------------------------- | -------------------------- | -------------------------- | -------------------------- |
| Одиночные / Две                         | 99 × 190 см 38 × 75 дюйма                                | 92 × 190 см 36 × 75 дюйма  | 92 × 190 см 36 × 75 дюйма  | 90 × 200 см 35 × 79 дюйма  |
| Двойные / Полные                        | 138 × 190 см 53 × 75 дюйма                               | 138 × 190 см 53 × 75 дюйма | 138 × 190 см 53 × 75 дюйма | 140 × 200 см 55 × 79 дюйма |
| Королевская (Queen; UK King)            | 153 × 203 см 60 × 80 дюйма                               | 153 × 203 см 60 × 80 дюйма | 153 × 198 см 60 × 78 дюйма | 160 × 200 см 63 × 79 дюйма |
| Супер Королевская (King; UK Super King) | 193 × 203 см 76 × 80 дюйма                               | 184 × 203 см 72 × 80 дюйма | 184 × 198 см 72 × 78 дюйма | 180 × 200 см 71 × 79 дюйма |